# Gompie
Gompie fue un proyecto musical del productor musical Peter Koelewijn y de Rob Peters, director del sello discográfico RPC. Lograron la fama a mediados de los años 1990 con la canción Alice, Who The Fuck Is Alice?, una adaptación del éxito de la banda británica Smokie, concretamente de su álbum New World, una canción de éxito internacional.
El nombre del grupo se debe a la cafetería Gompie en la ciudad neerlandesa de Nimega. Allí se tocó de forma periódica el éxito de Smokie del año 1976 Living Next Door To Alice. En el estribillo de la canción, donde se menciona el nombre de Alice, el DJ local Onno Pelser bajó el volumen, momento en el que los clientes de la cafetería gritaron "Alice, who the fuck is Alice?". Cuando Peters visitó el local y fue testigo del ritual, se hizo con la idea. Se comunicó con Koelewijn y entre los dos grabaron el sencillo bajo el nombre artístico de Gompie.
La canción se convirtió, inicialmente, en un éxito en los países del Benelux. En su país nativo, el sencillo se mantuvo en el número uno durante 5 semanas. El éxito se propagó entonces en los países vecinos, alcanzando un puesto entre los 10 más vendidos en Alemania y entre los 20 en Reino Unido.
Siguiendo el mismo modelo sacaron al mercado la canción "Always look on the bright side of life" a partir de la película de Monty Python La vida de Brian. La canción se comercializó bajo el título Life? You never saw my wife pero no alcanzó el éxito de Alice, Who The Fuck Is Alice?.